# Peterborough Petes
Peterborough Petes är ett juniorhockeylag i Ontario Hockey League. Klubben har spelat i Peterborough i delstaten Ontario, Kanada sedan 1956. För att vara ett så litet samhälle så har Peterborough producerat spelare som Eric Staal, Chris Pronger, Steve Yzerman, Bob Gainey, Mike Ricci, Larry Murphy, Tie Domi och coacher som Scotty Bowman, Roger Neilson, Mike Keenan, Gary Green och Dick Todd.

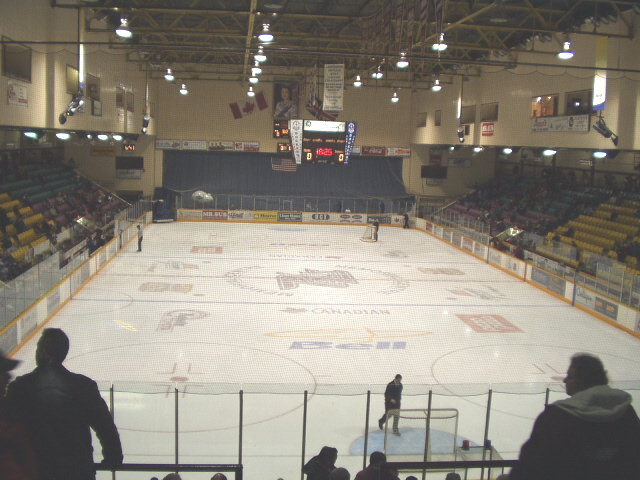
Peterborough Memorial Centre.